# Idéalisme actuel

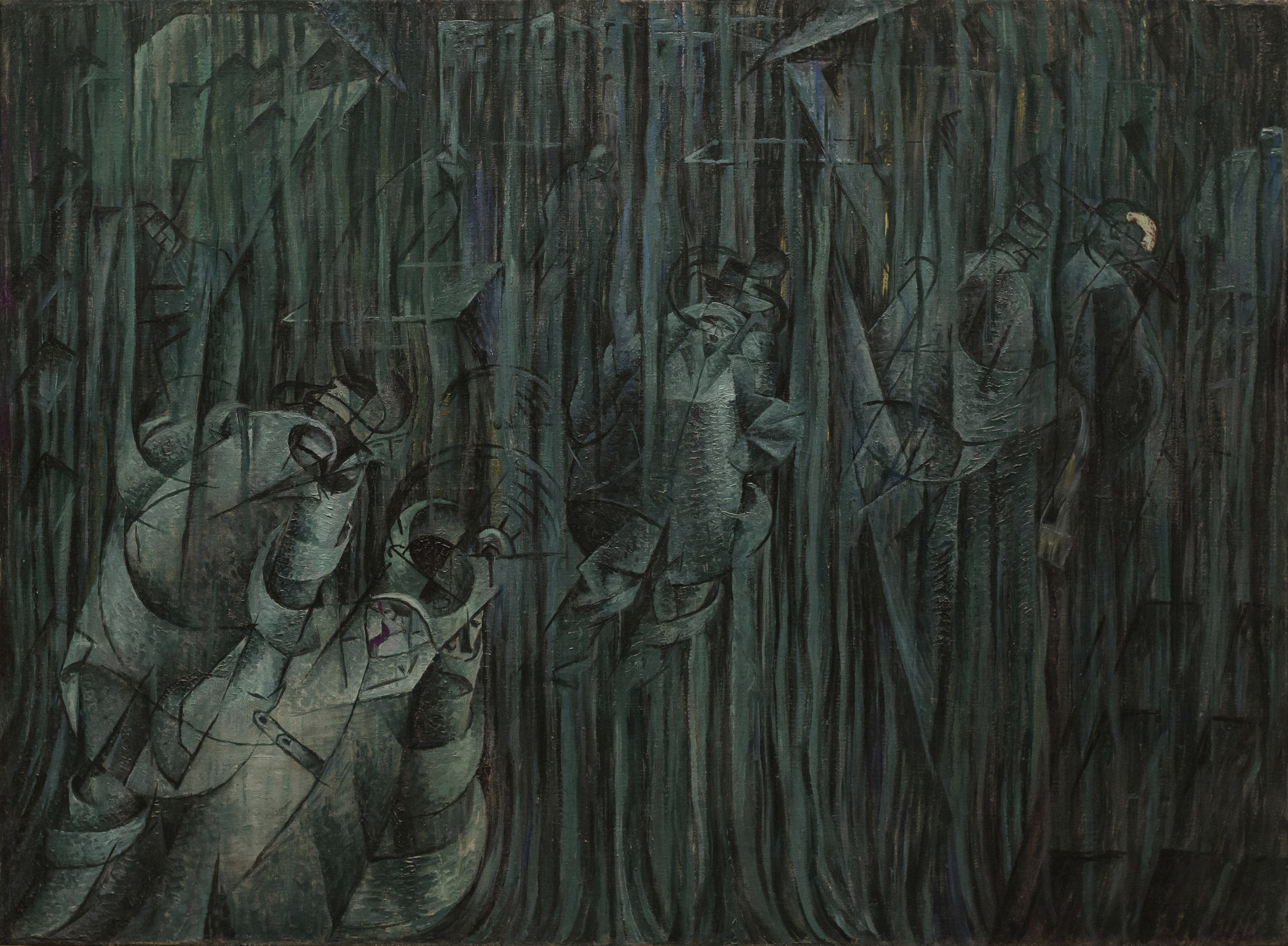
Umberto Boccioni, Stati d'animo III: Quelli che restano, huile sur toile, 1911.

L'idéalisme actuel, ou actualisme, est une forme d'idéalisme développée par Giovanni Gentile et issue de la dialectique de courants opposés (qui émanent néanmoins d'une vision du monde commune) : l'idéalisme transcendantal d'Emmanuel Kant et l'idéalisme absolu de Georg Hegel.

## Doctrine

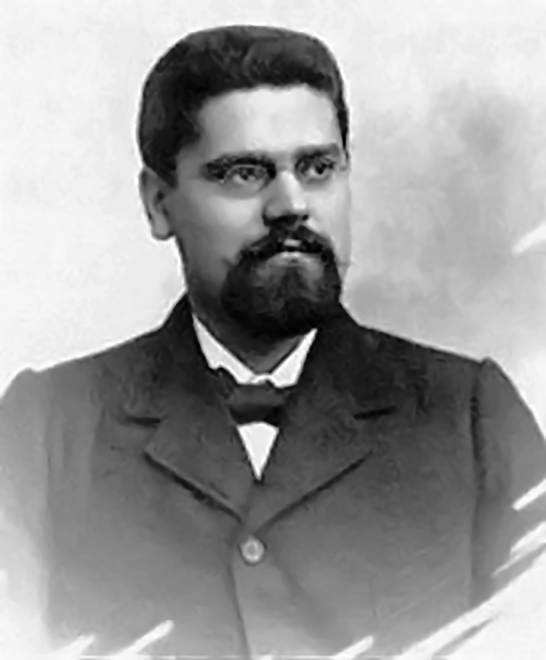
Giovanni Gentile.

Gentile appelle sa philosophie « actualisme » ou « idéalisme actuel », car, selon celle-ci, la seule vraie réalité est l'acte pur de la « pensée qui pense », c'est-à-dire la conscience de soi dans le moment actuel, où se manifeste l'esprit, qui comprend tout ce qui existe ; en d'autres termes, ce ne sont pas les entités individuelles auxquelles on pense, mais l'acte pensant qui se trouve en amont d'elles qui représente la seule réalité que le philosophe reconnaisse.
L'esprit est pensée et la pensée est activité perpétuelle dans laquelle à l'origine il n'y a pas de distinction entre sujet et objet. Gentile s'oppose donc à tout dualisme et naturalisme, revendiquant l'unité de la nature et de l'esprit (monisme), c'est-à-dire de l'esprit et de la matière au sein de la conscience pensante, attribuant à celle-ci une primauté gnoséologique et ontologique. La conscience est vue comme une synthèse du sujet et de l'objet, une synthèse d'un acte dans lequel le premier place le second. Par conséquent, les orientations seulement spiritualistes ou seulement matérialistes n'ont pas de sens, tout comme la division claire entre l'esprit et la matière du platonisme, car la réalité est unique : ici, l'influence du panthéisme de la Renaissance et de l'immanentisme de Giordano Bruno, plutôt que celle de l'hégélianisme, est évidente.
Contrairement à Benedetto Croce (partisan de l'historicisme absolu, ou idéalisme historiciste, selon lequel toute réalité est « histoire » et non acte au sens aristotélicien), Gentile n'apprécie pas tant chez Hegel l'horizon historiciste que le système idéaliste basé sur la conscience comme « sujet transcendantal », ou l'hypothèse de la conscience comme principe de réalité, position qui le rapproche de Fichte. Gentile pense comme Croce qu'il y a une erreur, chez Hegel, dans la mise en place de la dialectique, mais pas de la même manière : selon Croce, Hegel construirait en effet sa dialectique avec des éléments propres au « pensé », c'est-à-dire celui de la pensée déterminée et des sciences. Pour Gentile, au contraire, ce n'est que dans le « penser en acte » que consiste la conscience de soi dialectique, qui comprend tout, tandis que le « pensé » est un fait illusoire.
L'actualisme de Gentile propose donc de réformer la dialectique hégélienne pour en faire un idéalisme authentiquement absolu, avec l'ajout de la théorie de l'acte pur et l'explication du rapport entre « logique du penser » et « logique du pensé ».

« Une conception idéaliste vise à concevoir l'absolu lui-même, le tout, comme une idée : c'est donc un idéalisme intrinsèquement absolu. Mais l'idéalisme ne peut être absolu si l'idée ne coïncide pas avec l'acte même de la connaître ; car - c'est l'origine la plus profonde des difficultés dans lesquelles se débat le platonisme - si l'idée n'était pas l'acte même par lequel l'idée est connue, l'idée laisserait quelque chose en dehors d'elle-même, et l'idéalisme ne serait donc plus absolu. »

— Giovanni Gentile, Teoria generale dello spirito, chap. XVII, § 1
Reprenant Fichte, le philosophe affirme que l'esprit est fondamental comme unité de conscience et de conscience de soi, pensée en action ; l'acte de la pensée pensante, ou « acte pur », est le principe et la forme de la réalité en devenir, hors duquel il n'y a rien : il n'y a pas d'individus particuliers empiriques isolés du moi absolu ; l'erreur, le mal et la mort n'ont aucune consistance face à la vérité et à l'éternel ; même le passé ne vit que dans le moment actuel de la mémoire.
Selon Gentile, la dialectique de l'acte pur s'opère notamment dans l'opposition entre la subjectivité représentée par l'art (thèse) et l'objectivité représentée par la religion (antithèse), à laquelle la philosophie (synthèse) est la solution. La « logique de la pensée pensante », cette dernière étant comprise comme instance archétypale-ontologique, est une logique philosophique et dialectique ; la « logique de la pensée pensée », en revanche, est formelle et erronée, parce que les pensées individuelles qui viennent du penser originel ne sont qu'une simple réflexion contemplative, sorte de « produit secondaire ».

### Pensée abstraite et pensée concrète
La réalité n'est donc pas un fait, une donnée factuelle et statique, mais un acte, un agir de l'esprit, une activité dynamique dotée d'une puissance infinie. Acte et puissance sont ici à comprendre non pas tant dans le sens aristotélicien que dans celui néoplatonicien emprunté à l'idéalisme allemand.
Même si les réalistes admettent que le monde extérieur est le seul connaissable, pouvant être enfermé dans un concept « statique » basé sur la répétabilité de l'expérience qui témoignerait de l'existence d'une base solide transcendant la mutabilité de nos perceptions, ils supposent toujours dogmatiquement qu'il y a quelque chose de réel indépendamment de la pensée qui le pense.
Mais une réalité pensée comme « présupposé de la pensée », c'est-à-dire pensée comme « non pensée » (être extérieur, antérieur à la pensée), est un concept contradictoire, dogmatique et arbitraire, qui correspond au point de vue empirique. L'empirisme est un point de vue abstrait, car il sépare l'objet du moi, du sujet qui le pose, et donc « abstrait » une partie du tout. La seule réalité concrète est la synthèse unitaire du sujet-objet, que Gentile appelle conscience de soi, dans laquelle il est possible de recomposer l'opposition entre « pensée pensante » et « pensée pensée », entre « acte » et « fait », ou selon la terminologie de Gentile, entre « logos concret » et « logos abstrait ».

### Immédiateté et médiation
La conscience de soi actuelle de la pensée n'est pas une subjectivité immédiate, mais médiatisée. Supposer le non-moi par opposition au moi est en effet, au début, une position abstraite et donc immédiate de la pensée qui ne se voit pas dans les objets du monde, une position sans médiation. Inversement, le moi transcendantal (conscient de soi) est une conscience auto-médiatisée, car il ne peut exister sans conscience de l'autre par lui-même, c'est-à-dire du monde.
Gentile rejette comme abstraite la table kantienne des douze catégories, qui dépendent en fait du seul vrai jugement concret constitué par le je pense (ou aperception) :

« Puisque le vrai jugement, dans son caractère concret, n'est pas, par exemple, que « César a soumis la Gaule » mais : « Je pense que César a soumis la Gaule » : et c'est seulement dans ce second jugement, qui est le seul qui puisse être prononcé, que l'on peut chercher quelle est la modalité de la fonction de jugement et la vraie relation qui intervient entre les termes que cette fonction réunit en synthèse a priori. »

— Giovanni Gentile, Teoria generale dello spirito, chap. VIII, § 2

### Moi empirique et moi transcendantal
Le moi transcendantal qui opère cette synthèse doit être distingué du moi empirique : ce dernier est une entité différente de tout le reste ainsi que des autres moi empiriques, le moi transcendantal est au contraire le sujet universel, qui ne peut jamais être regardé de l'extérieur, car il ne peut pas être l'objet de notre expérience, comme un spectacle auquel nous assistons en tant que spectateurs, sinon il ne sera plus sujet mais objet, un moi en effet simplement empirique.

« Ainsi, que nous regardions l'objet visible, ou que nous regardions les yeux auxquels il est visible, nous avons deux objets d'expérience : d'une expérience, celle que nous faisons actuellement, et à l'égard de laquelle non seulement l'objet, mais aussi le sujet de l'expérience qui est analysée, qui est faite le terme de la nouvelle expérience présente, sont objet. Sauf que nos yeux, nous ne pouvons les regarder que dans le miroir ! »

— Giovanni Gentile, Teoria generale dello spirito, chap. I, § 5
Même si nous prétendons objectiver l'acte subjectif du moi, il serait toujours réduit à l'un des nombreux objets finis de la connaissance. C'est pourquoi c'est un acte qui ne peut jamais être transcendé : sa nature transcendantale (non transcendante) ne peut être comprise comme un acte accompli, mais seulement comme un « acte en cours », c'est-à-dire comme un acte qui n'est jamais définitivement conclu, s'actualisant constamment et en devenir continu.
Dans cet acte réside ce caractère concret qui demeure pour Gentile comme un besoin fondamental aussi dans l'acte d'éduquer, compris comme auto-éducation de l'esprit basée non pas sur l'altérité du maître et de l'élève, mais sur l'unité du même processus que sont l'école et la vie, la pédagogie et la philosophie, la théorie et la pratique.

### L'autoctise de l'esprit
La pensée actuelle est en effet « le centre où se trouve le principe de vie, d'où jaillit toute réalité » : l'actualisme est la conscience de ce centre.
Le penser est à la fois un agir, un processus constant d'auto-création ou, comme le dit Gentile, d'autoctise, avec lequel, en pensant, il se pose lui-même et le monde en même temps, prenant ainsi conscience de lui-même.
L'autoproduire de l'esprit comme causa sui ipsius, du reste, n'est pas antérieur à l'acte par lequel la pensée se pense, mais est ce même acte, car on ne peut pas formuler des pensées sans la conscience de les formuler. En outre, la nature d'un tel autoproduire est essentiellement la volonté, libre création du sentiment, dont l'éthique n'est pas extérieure mais ne fait qu'un avec cet autoproduire, qui s'aliène dans une réalité extérieure pour revenir à lui-même.
Le moment de l'objectivation, du non-moi, est essentiel dans la mesure où il constitue la pensée même du moi ; celui-ci se donne un objet pour exercer sa propre activité, car sinon une pensée sans contenu ne pourrait pas exister.

### Le cercle de la conscience de soi: négation et affirmation

L'acte pensant de l'esprit est assimilé par Gentile à un « feu de la pensée qui incinère son combustible pour en tirer lumière et chaleur : le combustible, et non, du reste, les cendres, est essentiel, inéliminable ».

Le point de départ du cercle de la conscience de soi est donc une potentialité inactuelle, mais il n'existe pas seulement de manière idéale, car la médiation n'est pas possible sans immédiateté.

« Pour que le caractère concret de la pensée, qui est la négation de l'immédiateté de toute position abstraite, se réalise, il est nécessaire que le caractère abstrait soit non seulement nié mais aussi affirmé ; de la même façon que pour maintenir le feu qui détruit le combustible, il faut qu'il y ait toujours du combustible et que celui-ci ne soit pas soustrait aux flammes dévorantes mais brûle réellement. »

— Giovanni Gentile, Teoria generale dello spirito, chap. VII, § 9
Autrement dit, l'abstrait est encore un moment du concret, et lui fournit du combustible dans la mesure où il est nié. L'abstrait ne peut pas être brûlé une fois pour toutes, sinon le devenir, ou la dialectique du penser, s'arrêteraient. Au contraire, chaque fois que l'abstrait est surmonté dans le concret, celui-ci se présente à nouveau comme un nouvel abstrait, à surmonter à l'infini.

#### Logique de la pensée abstraite
La logique du concret ne nie donc pas l'objet, mais est plutôt consciente de son abstraction, qu'elle reconnaît donc en admettant à côté de la dialectique de la pensée une logique de l'abstrait, comme son degré ou moment de devenir.
La logique du penser abstrait consiste dans le principe d'identité, lorsque l'être devient l'objet de la pensée, en devenant identique à lui-même (A = A).
L'être est la négation de la pensée, parce qu'il est extérieur à l'actualité de la pensée, un être qui selon la philosophie éléatique ou naturaliste existerait même lorsqu'il n'est pas pensé.
Gentile souligne que l'être pur (naturel), compris comme le « A » immédiat et statique, ne saurait être identique à lui-même, n'étant pas pensé et donc irréel, alors que seule la pensée, aussi abstraite soit-elle, peut établir le lien de l'identité A = A. Cette relation pense l'être comme distinct de la pensée, mais pas séparé.
Le principe d'identité donne ensuite lieu aux autres déterminations de la logique aristotélicienne comme celle de la non-contradiction, du tiers exclu, des jugements et du syllogisme, logique qui reste donc pleinement valorisée par Gentile, et « reste toute solide et vivante » comme moment de la logique du concret.

#### Logique du concret
La détermination du concept abstrait doit donc être ramenée au caractère concret de la vie actuelle de l'esprit, puisque la création de formes spécifiques et circonscrites est propre au caractère concret spirituel.

« Même la [...] vérité de l'équivalence des angles internes d'un triangle à deux angles droits est quelque chose de fermé et de séparé seulement par abstraction ; en réalité, elle s'articule dans le processus de la géométrie à travers tous les esprits, dans lesquels cette géométrie, dans le monde, se réalise. »

— Giovanni Gentile, Teoria generale dello spirito, chap. III, § 8

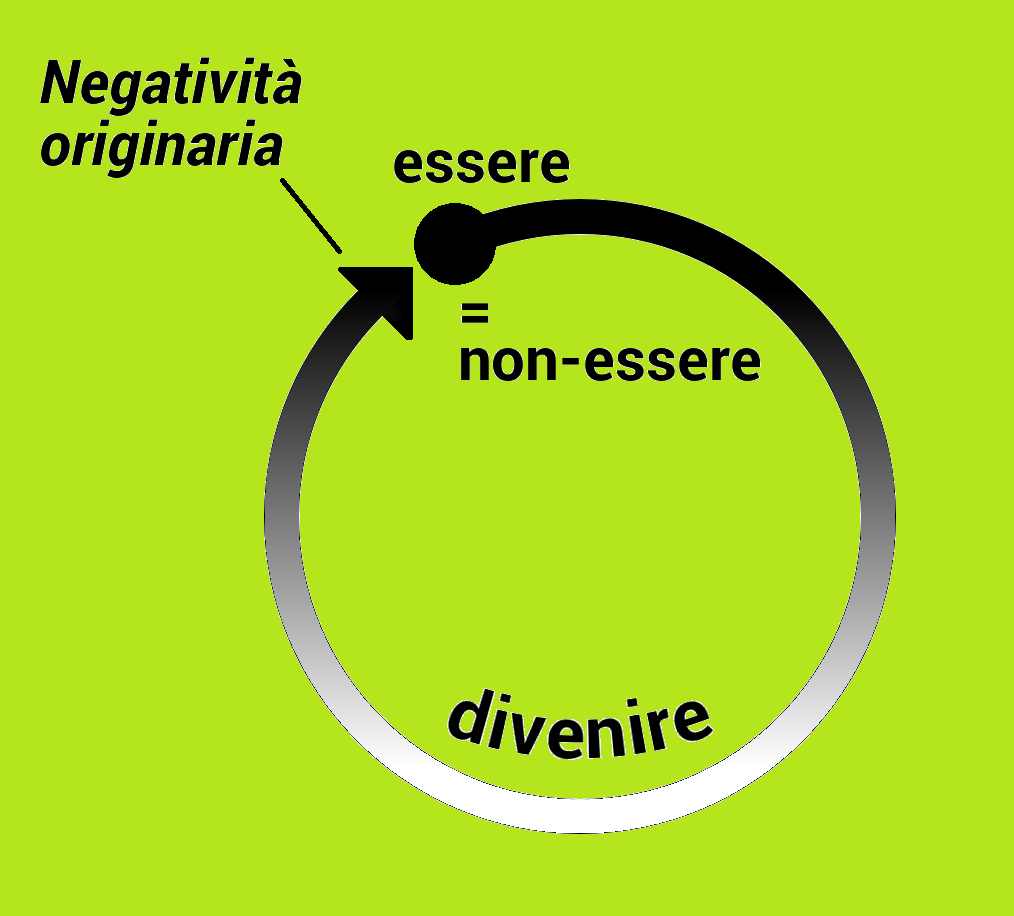
La négation originelle de l'être, compris comme un présupposé externe à la pensée et donc reconnu comme non-être, implique que le devenir de l'acte, issu de cette négation, produit de lui-même, en lui-même, l'être qu'il nie en le pensant, se résolvant en cercle.

Les formes déterminées de la réalité pensée, c'est-à-dire de l'« expérience », sont des expressions du devenir historique, spatio-temporel, de l'esprit : leur multiplicité n'est pas à côté de l'unité de l'Esprit, mais appartient au monde comme objet de conscience, qui les unifie toutes en un acte simple.
La positivité des déterminations historiques est ainsi réconciliée avec la négativité originelle du concept de soi, ou la conscience de soi du concept déterminé. L'acte de l'esprit est une « négativité originelle » dans la mesure où il se réalise au moment où il nie l'être en tant que nature (le simple « A » sans liens), c'est-à-dire qu'il nie quelque chose qui n'existe pas (que la naturalisme considère à tort comme existant), et, dans cette négation, il se réalise lui-même. L'être pur n'est rien parce que ce n'est même pas cet être conceptuel posé par la pensée abstraite qui, bien qu'inactuel, alimente la logique du concret.
Cette dernière, appelée aussi logique authentique ou spéculative, met en évidence la continuité du moi à travers son développement progressif dans les principes moi = moi (différenciation dans l'unité) mais aussi moi = non-moi  (unité dans la différence), car tous deux trouvent leur synthèse dans l'unité réelle du concret et de l'abstrait, du sujet pensant et de l'objet pensé.

### Identité de l'histoire et de l'actualité
La caractéristique transcendantale de la pensée est telle que ma pensée actuelle de maintenant inclut le passé et le futur : le maintenant, le moment actuel de la pensée n'est pas entre l'avant et l'après, mais englobe la totalité du temps, et est donc éternel, un éternel devenir.
Gentile conteste la distinction de Croce entre « l'histoire qui se fait » et « l'histoire qui se pense », entre « res gestae » et « historia rerum gestarum », affirmant la contemporanéité de l'histoire, qu'il « ne faut pas confondre avec celle de Vico, qui en laisse hors d'elle-même une qui se déroule dans le temps : une où notre éternel est le même temps considéré dans l'actualité de l'esprit ».
La connaissance historique consiste en la réduction du multiple à l'unité concrète de l'acte, synthèse des thèses opposées qui conçoivent l'esprit ici comme une dialectique historique, là comme une éternité anhistorique. L'identité de la philosophie et de l'histoire est donc soutenue par Gentile de manière beaucoup plus radicale que par Croce.

« Les faits de la philosophie dans son passé, pensez-y ; et ils ne peuvent être que l'acte, le seul acte de votre philosophie, qui n'est pas dans le passé, ni dans un présent qui sera passé, parce que c'est la vie, la réalité même de votre pensée, le centre d'irradiation de tous les temps, qu'ils soient passés ou futurs. L'histoire, donc, celle, précisément, qui est dans le temps, ne se concrétise que dans l'acte de ceux qui la considèrent comme l'histoire éternelle. »

— Giovanni Gentile, Teoria generale dello spirito, chap. XIII, § 13

### L'évolution de l'esprit
L'histoire de l'esprit en tant que présence éternelle de lui-même à lui-même est vue par Gentile comme une prise de conscience progressive de l'actualisme lui-même.
Réformant l'idéalisme de Hegel, il entend le purger à la fois des développements allant dans le sens platonicien tentés par la droite hégélienne et des résultats matérialistes de la gauche hégélienne. Selon Gentile, l'erreur de Platon est de supposer la transcendance des idées par rapport à la pensée, restant dans un dualisme esprit-matière fondé abstraitement sur un être, ou une matière, présupposée à la pensée, qui est le trait caractéristique de la philosophie grecque.
La philosophie chrétienne a le mérite de surmonter la position intellectualiste des Grecs, leur représentation matérialiste du monde, par l'effort ardu de spiritualisation de la réalité, tout en affirmant la transcendance de l'esprit. Celle-ci est résolue plus tard par Spinoza dans l'unité immanente de la substance, que Gentile entend transformer en un immanentisme subjectiviste et spiritualiste.
Le cogito ergo sum de Descartes est une étape fondamentale dans le cheminement de la philosophie occidentale vers la conscience de soi du principe actualiste, comme le sont le célèbre adage de George Berkeley esse est percipi et la synthèse a priori de Kant, bien qu'ils admettent encore certains éléments réalistes et transcendants au-delà de l'acte du penser.
Berkeley, par exemple, tout en affirmant la dépendance du réel à l'idée, c'est-à-dire qu'il n'y a pas d'objets en dehors de nos perceptions, continue néanmoins à attribuer les représentations de la réalité à un esprit objectif et absolu, présupposé à l'esprit humain. Pour Gentile, au contraire, la seule pensée absolue est celle qui est immanente au devenir et aux esprits individuels, c'est-à-dire la pensée actuelle.
Avec l'idéalisme allemand, la pensée prend enfin conscience qu'il n'y a pas d'autres réalités en dehors d'elle-même, bien que Fichte reste dans le dualisme du moi et du non-moi, qui n'est jamais surmonté par l'actualité de la pensée, mais seulement par un agir pratique dilaté à l'infini, sans préjudice de l'opposition entre théorie et pratique. La même opposition n'est pas surmontée par Schelling non plus, sinon par une intuition intellectuelle pensée de manière dogmatique et donc toujours présupposée à la conscience actuelle.
Enfin, Hegel aussi, en triplant l'unique pensée, conçoit la logique et la nature comme autre chose que l'esprit, comme des « pensés » plutôt que comme des moments du même acte pensant, de sorte que sa dialectique aboutit à un résultat qui, pour Hegel, est définitif, immuable, situé au sommet du développement de l'esprit, tandis que, pour Gentile, le devenir est éternel, hors du temps, sinon l'arrivée à une telle immuabilité serait en contradiction avec son flux. Pour cela, Gentile fait sien le besoin, déjà énoncé par Spaventa, de « kantianiser » Hegel, en ramenant la totalité de l'esprit au sein de l'unité du moi transcendantal.
Dans la synthèse concrète de ce moi, dans son autoctise hors de laquelle il n'y a rien, la distinction entre théorie et pratique s'efface, distinction que Gentile reproche une fois de plus à Croce, qui a tort de substituer une « logique du fait » à la logique réelle de l'esprit, en la fondant sur la distinction des formes de l'esprit (art, philosophie, économie et éthique), qui étant « distinctes » ne sont que des abstractions vides, détachées de la vie spirituelle, dont elles compromettent l'unité.

### Art, religion, philosophie
Gentile s'attache à rappeler plusieurs fois le caractère concret de la vie spirituelle de l'acte pensant, qui se déploie dans la triade dialectique thèse-antithèse-synthèse, représentée par l'art, la religion et la philosophie.
- Art (thèse) : on a vu comment le moment initial de l'autoproduire de l'esprit est l'immédiateté, la subjectivité immédiate, en laquelle l'art consiste proprement, l'art qui est précisément « la forme de la subjectivité ou, comme on le dit aussi, de l'individualité immédiate de l'esprit ».

Gentile récupère la conception romantique de l'art comme pur sentiment, lui attribuant un caractère d'intuition lyrique comme l'ont déjà fait De Sanctis et Croce, objectant cependant à ce dernier que l'art n'est pas une expression médiatisée du sentiment, mais plutôt le sentiment lui-même, force active de l'esprit qui contient le tout en puissance. De plus, l'art ne doit pas être distingué des autres formes de la créativité humaine comme le croit Croce, mais les imprègne toutes. Et le sentiment, en tant que noyau de l'art, sera de plus en plus réévalué par Gentile au point de dire que ce n'est pas seulement la potentialité de la pensée en action, mais aussi l'énergie créatrice infinie qui animent la pensée elle-même, et donc le monde, la réalité.

« La pensée, oui, c'est la réalité, le monde. Mais l'Atlas qui soutient ce monde dans lequel nous vivons, et dans lequel vivre est une joie, c'est le sentiment, qui [...] nous fait toujours retourner en nous-mêmes pour nous assurer que le monde repose fermement sur ses fondations »

— Giovanni Gentile, Filosofia dell'arte, Florence, Sansoni, 1937, p. 373
- Religion (antithèse) : à l'opposé de l'art, la religion est l'exaltation de l'objet, détaché du sujet et donc de l'idéalité et de la connaissabilité de l'esprit. Tout comme l'art est la conscience du sujet, la religion est donc la conscience de l'objet, mais sans médiation rationnelle, et requiert donc une adhésion mystique de la part du sujet qui se perçoit comme n'étant rien, substituant la révélation et la grâce à la connaissance et à la volonté autonomes[25].

La religion, cependant, est un moment nécessaire dans le développement de l'esprit, qui a besoin de s'aliéner pour prendre conscience de lui-même.

« D'autre part, il n'est pas non plus possible à l'esprit de se fixer dans sa simple position religieuse, s'annulant en tant que sujet même ; car la même annulation ne peut avoir lieu, comme nous l'avons déjà observé, que par une affirmation de l'activité de l'esprit. L'esprit est conduit par sa nature même à surmonter chaque position religieuse à tour de rôle, recouvrant son autonomie, critiquant sa conception du divin, et procédant ainsi à des formes de religion toujours plus spirituelles. »

— Giovanni Gentile, Teoria generale dello spirito, chap. XIV, § 8
- Philosophie (synthèse) : le moment de la synthèse est ainsi représenté par la philosophie, dans l'actualité de laquelle se résout la contradiction entre l'art et la religion, pensés au départ comme inactuels : ceux-ci sont intégrés simultanément dans la philosophie, qui les saisit non comme des moments séparés, mais dans l'unicité de l'acte final conscient de soi.

Gentile reconnaît dans le christianisme le début de ce processus d'évolution de l'esprit, car il a toujours privilégié l'intimité et la responsabilité du sujet à partir du dogme central de l'Homme-Dieu, qui recompose en unité la séparation entre l'esprit divin et l'esprit humain.

#### Actualisme et christianisme
Gentile présente ainsi sa philosophie comme essentiellement chrétienne, ou l'accomplissement du christianisme sous une forme démythifiée, comme une religion de l'intériorité qu'il entend purger des éléments du réalisme et de la transcendance apportés historiquement par le platonisme et l'aristotélisme.
En rétablissant la tradition chrétienne authentique, Gentile propose également de renouveler les instances spiritualistes du Risorgimento italien, en les éloignant du platonisme et du mysticisme de la transcendance, au profit d'une religiosité immanente qui exclut toute barrière entre le sacré et le profane, et dans laquelle chaque homme trouve en lui-même, et dans chaque aspect de sa vie, l'unité concrète de l'esprit.

« Celui qui tremble et a peur d'accepter dans son âme cette conscience de la responsabilité infinie de laquelle l'homme s'alourdit en reconnaissant et en ressentant Dieu en lui, n'est pas un chrétien, et, si le christianisme n'est qu'une révélation, c'est-à-dire une conscience plus ouverte que l'homme acquiert de sa propre nature spirituelle, il n'est même pas un homme. Je veux dire un homme conscient de son humanité. [...] Et comment pourra-t-il se sentir libre, et donc capable de reconnaître et d'accomplir un devoir, et d'apprendre une vérité, et d'entrer, en somme, dans le domaine de l'esprit, si au fond de son propre être il ne sent pas le rassemblement et la pulsation de l'histoire, de l'univers, de l'infini, de tout ? [...] Et donc l'actualiste ne nie pas Dieu, mais avec les mystiques et les esprits les plus religieux qui ont été dans le monde, répète : Est Deus in nobis. »

— Giovanni Gentile, Introduzione alla filosofia [1933], Florence, Le Lettere, 1958, p. 33

#### Actualisme et science
Entre l'art et la religion se trouve la science, qui partage les limites des deux sans participer à leur validité. Comme l'art, en effet, la science ne traite pas de l'universel mais du particulier et, en ce sens, elle est subjective. En revanche, puisqu'elle est confrontée à un objet qu'elle ne crée pas, dont la matérialité s'oppose à l'activité de l'esprit, elle place ce dernier dans une condition de passivité propre à la religion.

« [...] Elle [la science] est donc agnostique par nature, et prête à dire non seulement ignoramus, mais aussi, et avant tout, ignorabimus, comme le fait la religion devant son Dieu inconnu et formidable dans son mystère. Ignorant le véritable être impénétrable des choses, la science sait ce qu'elle estime être un pur phénomène, une apparence subjective, unilatérale et fragmentaire, comme l'image du poète qui envoie un éclair à l'imagination dans un rêve duquel l'esprit est éloigné de la réalité. La science, donc, oscillant entre art et religion, ne les unifie pas, comme la philosophie, dans une synthèse supérieure ; au contraire, elle ajoute, avec le défaut d'objectivité et d'universalité de l'art, le défaut de subjectivité et de rationalité de la religion. »

— Giovanni Gentile, Teoria generale dello spirito, chap. XV, § 8
Au lieu de composer ensemble la subjectivité de l'art et l'objectivité de la religion, comme le fait la philosophie, la science reste donc à leur niveau d'abstraction, qui ne peut être surmonté que dans la conscience de soi de l'acte spirituel, le seul où sujet et objet coexistent concrètement.
Gentile, cependant, rejette l'accusation d'« hostilité à la science », arguant au contraire qu'il partage la volonté, typique d'un esprit scientifique, d'aller au-delà, dans la pratique, de toute limite considérée comme inviolable par la pensée, volonté qui trouve son fondement dans la « fécondité » d'une philosophie comme celle actualiste.
De plus, il a été souligné comment, en niant l'existence de réalités immuables opposées à la pensée, avec l'actualisme, toute limite de la libre créativité humaine tombe dans le sens technico-scientifique aussi.

### Éthique et politique

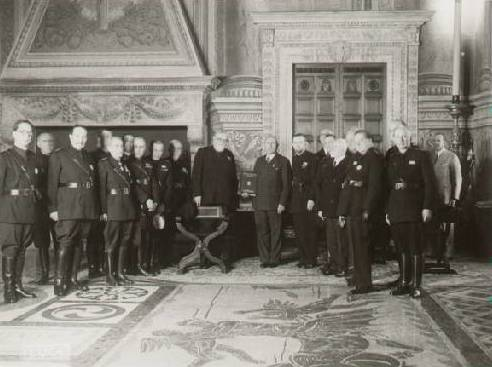
Giovanni Gentile avec Benito Mussolini au siège du gouvernement fasciste, au palais de Venise (1937).

Puisque le divin est immanent à l'humain, même sur le plan éthique, l'esprit doit être affirmé non pas comme une universalité vide qui supprime les individualités, mais comme le dépassement concret des intérêts particuliers dans une éthique supérieure qui les inclut tous et, en même temps, les réalise.
En ce sens, Gentile se présente comme un libéral convaincu, défendant une liberté humaine comprise comme la capacité de s'universaliser en dépassant les limites de sa propre singularité empirique. Gentile rejette la distinction faite par Croce entre économie et éthique, qui, prises individuellement, restent au stade d'abstractions inactuelles, pour les intégrer dans une synthèse dans laquelle les deux trouvent leur concrétisation en acte, représentée par l'éthique de l'État. L'État est conçu par Gentile comme un organisme vivant dans lequel les individus s'expriment eux-mêmes et découvrent leur raison d'être ; c'est-à-dire un État qui ne se présente pas comme objectif fixe et contraignant, mais qui est dynamiquement compris comme processus constant d'intégration et de renouvellement de la vie spirituelle, comme celui que Gentile voit incarné par le fascisme.
En vue d'une réforme de l'éthique et de la conscience nationale dont l'actualisme constituerait les fondements, il motive ainsi son adhésion au fascisme en s'honorant d'être reconnu comme son philosophe officiel.

## Critiques et postérité historico-politique

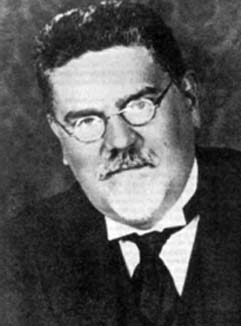
Giovanni Gentile.

Benedetto Croce objecte que l'« acte pur » de Gentile n'est rien d'autre que la volonté de Schopenhauer. Cependant, selon H. S. Harris, Schopenhauer « s'est arrêté dans un absolu qui transcende l'expérience concrète [...] et, pour [Schopenhauer], la philosophie critique n'était qu'un prolégomène ou une propédeutique à une philosophie spéculative ou « transcendante » du genre auquel Gentile et Kant s'opposent ensemble ».
Avec l'actualisme, Gentile engage une réforme de la dialectique hégélienne basée sur les motifs spiritualistes de la tradition ontologique italienne, en les conciliant avec les besoins de caractère concret venant de la pensée marxiste. Il prend ainsi à Spaventa et Marx les modèles de référence pour réinterpréter Hegel, procédant à une de ses « kantianisations » d'une part, mais évitant de tomber dans le matérialisme d'autre part.
Adversaire de tout intellectualisme, qu'il juge détaché de la réalité, il réussit à postuler une théorie de la pensée spéculative qui obtienne un consensus suffisant pour rivaliser avec les nouvelles vagues de positivisme (et donc de conceptions matérialistes de la vie sociale) qui s'affrontent dans le domaine des tendances politiques réformistes de l'époque. En 1921, Piero Gobetti écrit à propos de Gentile qu'il a « fait descendre la philosophie des obscurités professorales dans le caractère concret de la vie ». Cependant, contrairement à Benedetto Croce, qui imprègne la culture italienne en général, Gentile a un impact sur le milieu spécifiquement philosophique de son temps.
Ses idées, historiquement, sont décisives pour la consolidation du pouvoir du Parti national fasciste en Italie, fournissant une base dogmatique pour les réformes relatives, ainsi que le véritable moteur de la doctrine philosophique fasciste, tendant vers la construction d'une nouvelle humanité. Néanmoins, Gentile revendique pour son actualisme la qualité de quintessence du positivisme, dont il ne constituerait que l'interprétation la plus correcte.
Avec sa conception idéaliste, Gentile entend devenir un prophète de l'esprit, un prêtre d'une divinité immanente que la religion considère à tort comme transcendante, dépourvue de limites et d'imperfections. Ce concept entre toutefois en crise à la fin de la Seconde Guerre mondiale, lorsque de nouveaux paradigmes philosophiques basés plutôt sur l'existentialisme et sur des présupposé individualistes s'imposent. Nicola Abbagnano, bien que porteur de ces nouvelles instances philosophiques, exalte les différences entre la philosophie de Gentile et l'idéalisme de Benedetto Croce, soulignant en même temps les racines fortement romantiques dont s'inspire l'actualisme de Gentile.

« La position de Gentile [...] me semblait, parce qu'elle l'était, plus claire et plus concrète que celle de Croce. De plus, bien que lié à l'hégélianisme, dans tout son système philosophique, Gentile a essayé de se libérer de l'abstraction et de s'ancrer dans la réalité. En raison également de la forte valeur politique de sa personnalité, il a critiqué Hegel : il avait en effet tort, selon lui, d'avoir tenté une dialectique (relation/conflit entre « thèse » et « antithèse », afin de générer une série infinie de « synthèses » rationnelles, visant le Progrès) relative au pensé, c'est-à-dire à l'Esprit ou à la réalité pensable, alors que la seule dialectique est celle qui implique le pensant, c'est-à-dire le sujet humain dans l'acte dans lequel il pense. Cet actualisme (la seule réalité est la pensée en acte, c'est-à-dire le sujet de la pensée) avait en soi une saveur de caractère concret, beaucoup plus convaincant que les schémas de Croce. Gentile s'est aussi partiellement distancié de Hegel en affirmant, en pratique, que rien n'existe en dehors de l'acte de la pensée. »

— Nicola Abbagnano, Nella Napoli nobilissima, in Ricordi di un filosopho, sous la direction de Marcello Staglieno, § 3, p. 33, Milan, Rizzoli, 1990
De même, selon Leo Valiani, « sa philosophie nous semble anachronique. Les évolutions des sociétés et des sciences l'ont rendue encore plus anachronique qu'elle ne l'était déjà. Le lien entre le penser et le faire, le problème du caractère actif de la connaissance, qui est au centre des méditations de Gentile, est néanmoins un problème éternel, qui survit à l'approche particulière qu'il lui a donnée ».
Parmi les disciplies les plus fidèles de Gentile se trouve Ugo Spirito, qui défend l'immanentisme de sa philosophie, au point de la concilier, après un long parcours philosophique, avec une vision qui élève la science au rang de pierre angulaire de l'époque contemporaine. Si d'autres penseurs trouvent dans le marxisme un exutoire naturel à son immanentisme, il y a ceux qui, plus attentifs aux motifs religieux et spiritualistes de sa pensée, revendiquent la nécessité de s'ouvrir à la transcendance, en particulier l'idéaliste Augusto Guzzo, ou, toujours dans la sphère catholique, Armando Carlini, Michele Federico Sciacca et Augusto del Noce.
Récemment, enfin, le philosophe Emanuele Severino tient à mettre en évidence, d'une part, « la solidarité essentielle entre actualisme et techno-science ; d'autre part, la capacité de l'actualisme à porter outre toute la tradition occidentale : cela signifie que la pensée de Gentile est destinée à être reconnue comme l'un des traits les plus décisifs de la culture mondiale ».